# (5870) Baltimore
Pour les articles homonymes, voir Baltimore (homonymie).
(5870) Baltimore est un astéroïde de la ceinture principale aréocroiseur.

## Description
(5870) Baltimore est un astéroïde aréocroiseur. Il présente une orbite caractérisée par un demi-grand axe de 2,79 UA, une excentricité de 0,42 et une inclinaison de 29,0° par rapport à l'écliptique.

## Compléments